# Ammoniumthiosulfat
Ammoniumthiosulfat ist eine chemische Verbindung aus der Gruppe der Ammoniumsalze und anorganischen Thiosulfate.

## Gewinnung und Darstellung
Ammoniumthiosulfat kann durch Reaktion von Ammoniumsulfit mit Schwefel oder Sulfiden in wässrigen Lösungen (zum Teil mit Ammoniak), Oxidation von Schwefelwasserstoff, durch Reaktion von Ammoniumhydrogencarbonat mit Schwefeldioxid gewonnen werden.
{\displaystyle {\rm {\ 2\ NH_{3}+SO_{2}+H_{2}O\rightarrow (NH_{4})_{2}SO_{3}}}}
{\displaystyle {\rm {\ 2\ NH_{4}HCO_{3}+SO_{2}+H_{2}O\rightarrow (NH_{4})_{2}SO_{3}+2\ H_{2}O+2\ CO_{2}\uparrow }}}
{\displaystyle {\rm {\ (NH_{4})_{2}SO_{3}+S\rightarrow (NH_{4})_{2}S_{2}O_{3}}}}

## Eigenschaften
Ammoniumthiosulfat zersetzt sich ab einer Temperatur über 150 °C, wobei Schwefeloxide, Ammoniak und Stickoxide entstehen.

## Verwendung
Ammoniumthiosulfat wird als Schnellfixiersalz (ähnlich wie Natriumthiosulfat) zur Herstellung von Fixierbädern in der Filmtechnik, Phototechnik und Röntgentechnik sowie als Düngemittel verwendet.